# Mallophora barbipes
Mallophora barbipes är en tvåvingeart som först beskrevs av Christian Rudolph Wilhelm Wiedemann 1819.  Mallophora barbipes ingår i släktet Mallophora och familjen rovflugor. Inga underarter finns listade i Catalogue of Life.